# (49440) Kenzotange
(49440) Kenzotange ist ein im Hauptgürtel gelegener Asteroid, der am 21. Dezember 1998 vom japanischen Astronomen Akimasa Nakamura am Kuma-Kōgen-Observatorium (IAU-Code 360) in der Präfektur Ehime auf der Insel Shikoku entdeckt wurde.
Der Asteroid wurde am 19. Februar 2006 nach dem japanischen Architekten Kenzō Tange (1913–2005) benannt, der zahlreiche öffentliche Bauten entwarf und 1987 den Pritzker-Architektur-Preis erhielt.